# Matin Varamin
Le Matin Varamin est un club iranien de volley-ball fondé en 2011 et basé à Varamin qui évolue pour la saison 2013-2014 en Championnat d'Iran de volley-ball masculin.

## Palmarès
- Championnat d'Iran (2)
- Vainqueur : 2013-14
- Deuxième : 2012-13